# Natação nos Jogos Pan-Americanos de 2015 - Revezamento 4x200 m livre feminino
As competições do revezamento 4x200 metros livre feminino da natação nos Jogos Pan-Americanos de 2015 foram realizadas em 16 de julho no Centro Aquático CIBC Pan e Parapan-Americano, em Toronto.

## Calendário
Horário local (UTC-4).
| Data        | Horário | Fase          |
| ----------- | ------- | ------------- |
| 16 de julho | 11:08   | Eliminatórias |
| 16 de julho | 20:28   | Final         |

## Medalhistas
|  | USA Estados Unidos                                                                   |  | BRA Brasil                                                                                          |  | CAN Canadá                                                                                              |
|  | Kiera Janzen Allison Schmitt Courtney Harnish Gillian Ryan Amanda Weir Kylie Stewart |  | Manuella Lyrio Jéssica Cavalheiro Joanna Maranhão Larissa Oliveira Bruna Primati Gabrielle Roncatto |  | Emily Overholt Katerine Savard Alyson Ackman Brittany MacLean Erika Seltenreich-Hodgson Tabitha Baumann |

## Recordes
Antes desta competição, os recordes mundiais e pan-americanos da prova eram os seguintes:
| Tipo                             | Atleta         | Tempo   | Local       | Data                  |
| -------------------------------- | -------------- | ------- | ----------- | --------------------- |
|                                  | China          | 7m42s08 | Roma        | 30 de julho de 2009   |
| Recorde dos Jogos Pan-Americanos | Estados Unidos | 8m01s19 | Guadalajara | 18 de outubro de 2011 |

## Resultados

### Eliminatórias
A eliminatória foi realizada em 16 de julho. 
| Pos. | Bateria | Raia | Nadador | Nacionalidade      | Tempo   | Nota |
| ---- | ------- | ---- | --- | ------------------ | ------- | ---- |
| 1    | 1       | 4    | Courtney Harnish (2:01.25) Amanda Weir (2:02.52) Kylie Stewart (2:02.49) Gillian Ryan (1:59.26)                  | USA Estados Unidos | 8:05.52 | Q    |
| 2    | 1       | 5    | Erika Seltenreich-Hodgson (2:01.60) Alyson Ackman (2:01.33) Brittany MacLean (2:00.10) Tabitha Baumann (2:03.03) | CAN Canadá         | 8:06.06 | Q    |
| 3    | 1       | 3    | Jéssica Cavalheiro (2:00.78) Bruna Primati (2:02.94) Gabrielle Roncatto (2:08.58) Larissa Oliveira (2:07.57)     | BRA Brasil         | 8:19.87 | Q    |
| 4    | 1       | 2    | Maria Hichaud (2:06.29) Allyson Macias (2:04.89) Moniika Gonzalez-Hermosillo (2:08.11) Liliana Ibáñez (2:02.75)  | MEX México         | 8:22.04 | Q    |
| 5    | 1       | 7    | Jessica Cattaneo (2:05.29) Andrea Cedrón (2:06.54) Kaori Miyahara (2:08.72) McKenna de Bever (2:10.06)           | PER Peru           | 8:30.61 | Q,   |
| 6    | 1       | 6    | Mercedes Toledo (2:05.85) Jeserik Pinto (2:09.51) Andrea Garrido (2:13.11) Yennifer Marquez (2:05.44)            | VEN Venezuela      | 8:33.91 | Q    |
| 7    | 1       | 1    | | COL Colômbia       | DNS     |      |

### Final
A final A foi realizada em 16 de julho. 
| Pos.              | Raia | Nadador | Nacionalidade      | Tempo   | Notas                            |
| ----------------- | ---- | --- | ------------------ | ------- | -------------------------------- |
| Medalha de ouro   | 4    | Kiera Janzen (1:59.61) Allison Schmitt (1:55.98) Courtney Harnish (1:59.61) Gillian Ryan (1:59.12)         | USA Estados Unidos | 7:54.32 | Recorde dos Jogos Pan-Americanos |
| Medalha de prata  | 3    | Manuella Lyrio (1:58.98) Jéssica Cavalheiro (1:59.03) Joanna Maranhão (1:59.31) Larissa Oliveira (1:59.04) | BRA Brasil         | 7:56.36 | Recorde sul-americano            |
| Medalha de bronze | 5    | Emily Overholt (1:58.83) Katerine Savard (2:01.02) Alyson Ackman (2:00.31) Brittany MacLean (1:59.20)      | CAN Canadá         | 7:59.36 |                                  |
| 4                 | 7    | Andreina Pinto (2:00.90) Andrea Garrido (2:02.74) Mercedes Toledo (2:05.48) Yennifer Marquez (2:03.98)     | VEN Venezuela      | 8:13.10 | Recorde nacional                 |
| 5                 | 2    | Jessica Cattaneo (2:07.72) Kaori Miyahara (2:10.69) Andrea Cedrón (2:09.72) McKenna de Bever (2:14.40)     | PER Peru           | 8:42.53 |                                  |
| 6                 | 6    | Liliana Ibáñez (2:03.60) Esther González Maria Hichaud Natalia Jaspeado                                    | MEX México         | DSQ     |                                  |

Legenda
| Recorde mundial                  | Recorde mundial (World record)               |                       | Recorde africano                      | Recorde africano (African) |                                           | Q | Classificado por posição (Qualified) |
| Recorde dos Jogos Pan-Americanos | Recorde pan-americano (Pan-American record)  | Recorde da América    | Recorde da América (Americas)         | q                          | Classificado por melhor tempo (Qualified) |   |                                      |
| Melhor marca do ano              | Melhor marca do ano (World leading)          | Recorde asiático      | Recorde asiático (Asian)              | DNS                        | Não largou (Did not start)                |   |                                      |
| Recorde nacional                 | Recorde nacional (National record)           | Recorde europeu       | Recorde europeu (European)            | DNF                        | Não terminou (Did not finish)             |   |                                      |
| Recorde pessoal                  | Recorde pessoal do atleta (Personal best)    | Recorde da Oceania    | Recorde da Oceania (Oceania)          | DSQ / DQ                   | Desclassificado (Disqualified)            |   |                                      |
| Recorde da temporada             | Recorde da temporada do atleta (Season best) | Recorde sul-americano | Recorde sul-americano (South America) | NM                         | Sem marca (No mark)                       |   |                                      |